# Homathko River
Der Homathko River ist einer der größeren Flüsse in den südlichen Coast Mountains in British Columbia und einer von wenigen Flüssen, welche die Gebirgskette vom Chilcotin-Plateau zu den Fjorden durchschneiden. 

## Flusslauf
Der Homathko River entspringt im Norden der Niut Range, einem Gebirgszug der Pacific Ranges auf einer Höhe von 2200 m. Er fließt von dort hinab zum Chilcotin Plateau, wendet sich dann nach Süden und durchfließt den Tatlayoko Lake in südlicher Richtung. Anschließend durchschneidet er die Coast Mountains, anfangs in südwestlicher, später in südsüdöstlicher Richtung und mündet schließlich in den Pazifischen Ozean am Ende des Bute Inlet gegenüber der Mündung des Southgate River.
Das Tal des Homathko River ist sehr schwierig zu befahren. Die starke Strömung macht es unmöglich, den Fluss zu überqueren. Das Tal wird von Grizzlybären frequentiert.
Das Einzugsgebiet des Homathko umfasst eine Fläche von 5700 km².
Der mittlere Abfluss 12 km oberhalb der Mündung beträgt 271 m³/s. Während der Eisschmelze der Gletscher zwischen Juni und August werden gewöhnlich die höchsten Abflüsse gemessen.
Die Berge, welche den Homathko River flankieren, gehören zu den höchsten der Coast Mountains, darunter der Mount Waddington westlich des Flusses in der Waddington Range sowie Mount Queen Bess östlich des Flusses, gegenüber dem Homathko Icefield. 